# Elezioni europee del 2009 in Romania
Le elezioni europee del 2009 in Romania si sono tenute il 7 giugno.

## Risultati
| Liste                           | Liste                                                                          | Sigla  | Partito europeo | Gruppo | Voti      | %     | Seggi            | Differenza | Differenza       |
| Liste                           | Liste                                                                          | Sigla  | Partito europeo | Gruppo | Voti      | %     | Seggi            | %          | Seggi            |
| ------------------------------- | ------------------------------------------------------------------------------ | ------ | --------------- | ------ | --------- | ----- | ---------------- | ---------- | ---------------- |
|                                 | Alleanza elettorale PSD+PC - Partito Social Democratico - Partito Conservatore | PSD PC | PSE             | S&D    | 1 504 218 | 31,08 | 11 PSD: 10 PC: 1 | 5,04       | 1 · PSD: · PC: 1 |
|                                 | Partito Democratico Liberale                                                   | PD-L   | PPE             | PPE    | 1 438 000 | 29,71 | 10               | 6,88       | 6                |
|                                 | Partito Nazionale Liberale                                                     | PNL    | ELDR            | ALDE   | 702 974   | 14,52 | 5                | 1,08       | 1                |
|                                 | Unione Democratica Magiara di Romania                                          | UDMR   | PPE             | PPE    | 431 739   | 8,92  | 3                | 3,40       | 1                |
|                                 | Partito Grande Romania                                                         | PRM    | -               | NI     | 419 094   | 8,66  | 3                | 4,51       | 3                |
|                                 | Elena Băsescu                                                                  | Ind.   | -               | PPE    | 204 280   | 4,22  | 1                | nuovo      | nuovo            |
|                                 | Partito Nazionale Contadino Cristiano Democratico                              | PNȚCD  | -               | -      | 70 428    | 1,45  | -                | 0,07       | Stabile          |
|                                 | Pavel Abraham                                                                  | Ind.   | -               | -      | 49 864    | 1,03  | -                | nuovo      | nuovo            |
|                                 | Forza Civica                                                                   | FC     | -               | -      | 19 436    | 0,40  | -                | nuovo      | nuovo            |
| Totale                          | Totale                                                                         | Totale | Totale          | Totale | 4 840 033 |       | 33               |            | 2                |
| Fonte: Biroul Electoral Central |                                                                                |        |                 |        |           |       |                  |            |                  |

| Voti nulli                  | 194 626    |
| Votanti (affluenza: 27,67%) | 5 035 299  |
| Aventi diritto voto         | 18 197 316 |

## Europarlamentari eletti
I 33 europarlamentari eletti furono:
- Ioan Mircea Pașcu (PSD)
- Silvia-Adriana Țicău (PSD)
- Daciana Sârbu (PSD)
- Corina Crețu (PSD)
- Victor Boștinaru (PSD)
- Cătălin Ivan (PSD)
- Ioan Enciu (PSD)
- Viorica Dăncilă (PSD)
- Adrian Severin (PSD)
- Rovana Plumb (PSD)
- George Sabin Cutaș (PC)
- Theodor Stolojan (PD-L)
- Monica Macovei (PD-L)
- Traian Ungureanu (PD-L)
- Marian-Jean Marinescu (PD-L)
- Iosif Matula (PD-L)
- Petru-Constantin Luhan (PD-L)
- Rareș Niculescu (PD-L)
- Elena Oana Antonescu (PD-L)
- Cristian Preda (PD-L)
- Sebastian Bodu (PD-L)
- Elena Băsescu (Indipendente)
- Iuliu Winkler (UDMR)
- Csaba Sógor (UDMR)
- László Tőkés (UDMR)
- Norica Nicolai (PNL)
- Adina-Ioana Vălean (PNL)
- Renate Weber (PNL)
- Cristian Bușoi (PNL)
- Ramona Mănescu (PNL)
- Corneliu Vadim Tudor (PRM)
- Claudiu Ciprian Tănăsescu (PRM)
- George Becali (PRM)